# روبرت أ. ماير
روبرت أ. ماير (بالإنجليزية: Robert A. Mayer)‏ هو أمين فني أمريكي، ولد في 1933، وتوفي في 2 ديسمبر 2008.